# Festuca fragilis
Festuca fragilis là một loài thực vật có hoa trong họ Hòa thảo. Loài này được (Luces) Briceño mô tả khoa học đầu tiên năm 1994.